# Эррера, Игнасио
Игнасио Эррера (исп. Ignacio Herrera; род. 30 октября 1987, Сантьяго) — чилийский футболист, нападающий.

## Карьера
Футбольную карьеру начинал в 2007 году в «Рейнджерс». В 2008 году стал игроком клуба «Реал Бетис Б». В 2013 году перешёл в «Кобрелоа». В 2016 году подписал контракт с казахстанским клубом «Иртыш».
С 2017 по 2018 год выступал за «Нефтчи» Баку. В 2018 году Игнасио играл за корейский клуб «Сеул Е-Ленд». Летом 2019 года свободным агентом перебрался на родину, в футбольный клуб «Палестино». Зимой 2021 года свободным агентом перешёл в клуб «Аукас».

## Достижения
«Иртыш»
- Бронзовый призёр чемпионата Казахстана: 2016